# Paul Brockardt
Paul Brockardt (* 8. Januar 1882 in Coburg; † 1941 in Prag) war ein deutscher Architekt und Bauunternehmer.

## Leben
Paul Brockardt war der erstgeborene Sohn von Bernhard Brockardt und dessen Ehefrau Sophie. Nach seinem Abschluss an der Realprogymnasium Ernestinum studierte er an der Herzoglichen Baugewerkschule Coburg, was ab 1903 die Berechtigung zur Anstellung im königlich preußischen Staatsdienst zur Folge hatte. Er begann nach seinem Studienabschluss den Vorbereitungsdienst als Regierungsbauführer (Referendar im öffentlichen Bauwesen) und wurde 1912 nach dem bestandenen Staatsexamen zum Regierungsbaumeister (Assessor) ernannt. Wann und warum er den Staatsdienst verließ, ist nicht überliefert. 1918 eröffnete Brockardt als selbstständiger Architekt ein Büro in Aussig an der Elbe. Von dort aus wurde er in vielen europäischen Ländern tätig und erbaute über 500 Häuser, aber auch Brunnen und andere Zweckbauten wie das Aussiger Johann-Schicht-Bad. Etwa ab 1931 wirkte er auch im elterlichen Baugeschäft Brockardt Coburg.

## Bauten
- vor 1924: Poliklinik in Aussig

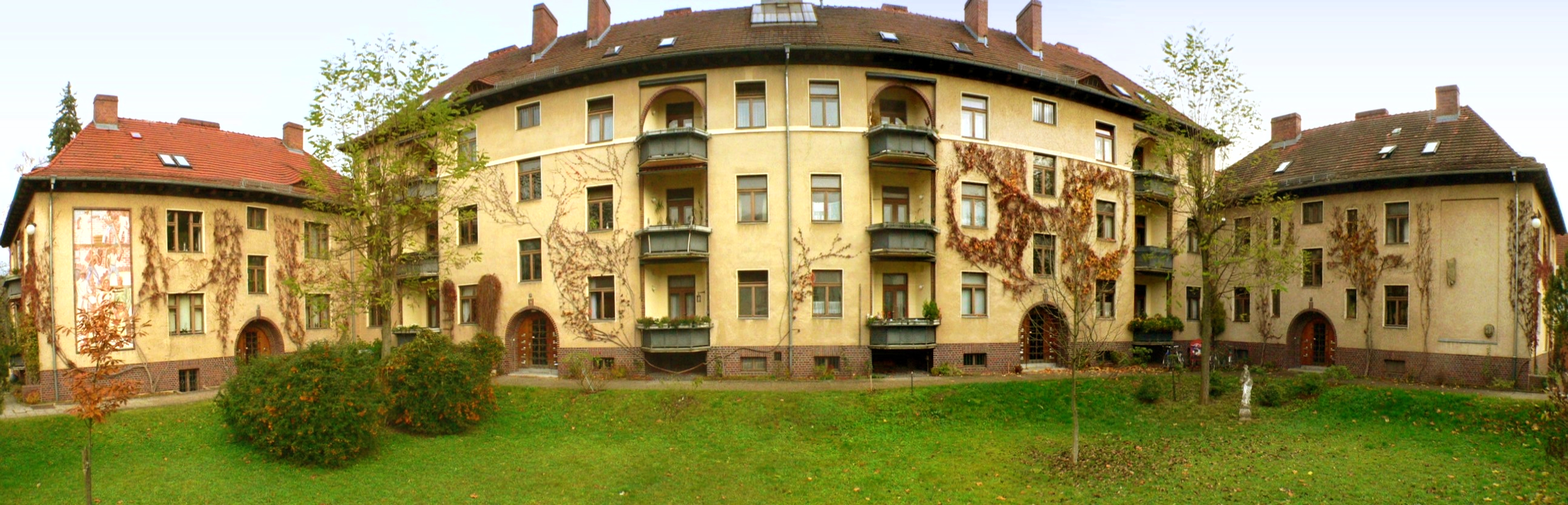
Brockardt-Block in Coburg

- 1924: Restaurierung der Kurzweilmühle in Aussig
- 1930: Villa Weinmann für den Unternehmer Hans Weinmann (1885–1960) in Aussig
- 1929–1931: Villa für Franz Petschek (1894–1963) (Sohn von Ignaz Petschek) in Aussig
- 1931: Hallenbad (Johann-Schicht-Bad) in Aussig[3]
- 1931: Neobarocke Villa des Unternehmers Heinrich Schicht (1880–1959) (Sohn von Johann Schicht) in Aussig
- 1934: Umbau der Villa des Unternehmers Ignaz Petschek (1857–1934) in Aussig
- 1935–1936: Brockardt-Block in Coburg (unter Denkmalschutz)[4]
Die Pläne der Wohnanlage für Offiziersfamilien der neuen Coburger Garnison entstanden bereits 1934. Der repräsentative Bau von hoher baulicher Qualität und zahlreichen, für die Zeit außergewöhnlichen Ausstattungsdetails sollte auf dem unternehmenseigenen Grundstück am Kanonenweg entstehen, den späteren Grundstücken Scharnhorststraße 2–8. Obwohl von der Stadt befürwortet, wurde das Vorhaben zunächst von der Regierung für Ober- und Mittelfranken in Ansbach abgelehnt. Erst im September 1935 erfolgte auf Druck der NSDAP die Baugenehmigung, sodass die Wohnanlage Ende 1936 bezogen werden konnte. Der bald Brockardt-Block genannte Bau wurde 1973 in die Bayerische Denkmalliste aufgenommen.